# Równania Hamiltona
Równania Hamiltona, kanoniczne równania ruchu – jedna z alternatywnych postaci zapisu równań ruchu, obok równań ruchu mechaniki Newtona oraz równań Eulera-Lagrange’a mechaniki w ujęciu Lagrange’a. Równania te wyrażają pochodne współrzędnych uogólnionych i pędów uogólnionych układu fizycznego po czasie przy pomocy funkcji Hamiltona układu.

## Definicja równań Hamiltona
Równania Hamiltona – układ równań opisujących zmiany w czasie współrzędnych uogólnionych i pędów uogólnionych układu fizycznego wyrażonych przy pomocy funkcji Hamiltona
{\displaystyle \left\{{\begin{matrix}{\dot {p}}_{i}=-{\cfrac {\partial H}{\partial q_{i}}}\\[.5em]{\dot {q}}_{i}={\cfrac {\partial H}{\partial p_{i}}}\end{matrix}}\right.\quad i=1,\dots ,s}
gdzie:
{\displaystyle p_{i}} – {\displaystyle i}-ty pęd uogólniony,
{\displaystyle q_{i}} – {\displaystyle i}-ta współrzędna uogólniona,
{\displaystyle s} – liczba stopni swobody układu,
{\displaystyle H=H(p_{1},\dots ,p_{s},q_{1},\dots ,q_{s},t)} – funkcja Hamiltona układu.
Równania Hamiltona stanowią układ {\displaystyle 2s} równań różniczkowych zwyczajnych pierwszego rzędu.

## Równania Hamiltona wyrażone przez nawiasy Poissona
Przy zapisie z użyciem nawiasów Poissona układ ten wygląda bardziej symetrycznie
{\displaystyle \left\{{\begin{matrix}{\dot {p}}_{i}=\{p_{i},H\}\\[.5em]{\dot {q}}_{i}=\{q_{i},H\}\end{matrix}}\right.\quad i=1,\dots ,s}

## Rozwiązania równań Hamiltona. Trajektoria układu
Rozwiązanie równań Hamiltona przy zadanych warunkach początkowych {\displaystyle \{p_{1}(0),\dots ,p_{s}(0),q_{1}(0),\dots ,q_{s}(0)\}}(lub brzegowych) daje zależności czasowe położeń {\displaystyle \{q_{1}(t),\dots ,q_{s}(t)\}} i pędów uogólnionych {\displaystyle \{p_{1}(t),\dots ,p_{s}(t)\}} od czasu. Punkt {\displaystyle \{p_{1}(t),\dots ,p_{s}(t),q_{1}(t),\dots ,q_{s}(t)\}} kreśli w przestrzeni fazowej trajektorią układu.

## Twierdzenie
Jeżeli układ fizyczny znajduje się w polu oddziaływań o potencjale skalarnym, np. ciecz porusza się w polu grawitacyjnym, to pęd cząstek układu jest proporcjonalny do ich prędkości {\displaystyle {\dot {p}}_{i}=m_{i}{\dot {q}}_{i}.} Ponadto jeżeli równania ruchu cząstek cieczy są równaniami Hamiltona, to ciecz ta jest nieściśliwa, tzn. jej super-prędkość {\displaystyle ({\dot {\boldsymbol {q}}}({\boldsymbol {q}},{\boldsymbol {p}}),{\dot {\boldsymbol {p}}}({\boldsymbol {q}},{\boldsymbol {p}}))} ma znikającą dywergencję
{\displaystyle \nabla \cdot ({\dot {\boldsymbol {q}}},{\dot {\boldsymbol {p}}})=0,}
gdzie:
{\displaystyle \nabla \cdot ({\dot {\boldsymbol {q}}},{\dot {\boldsymbol {p}}})=\sum _{i}\left({\frac {\partial {\dot {q_{i}}}}{\partial q_{i}}}+{\frac {\partial {\dot {p_{i}}}}{\partial p_{i}}}\right).}
Zakładając, na wzór elektrodynamiki, istnienie skalarnego potencjału „wektorowego” {\displaystyle H,} którego odpowiednik rotacji, jak permutacja gradientu z sygnaturą (jeden z wektorów prostopadłych do wektora całkowitego gradientu Hamiltonianu), zagwarantuje znikanie dywergencji podobnie jak w 3 wymiarach dla pól elektromagnetycznych, tzn. takiego, że
{\displaystyle {\dot {p}}_{i}=-{\frac {\partial H}{\partial q_{i}}},}
{\displaystyle {\dot {q}}_{i}={\frac {\partial H}{\partial p_{i}}}.}
otrzymujemy z twierdzenia Schwartza o przemienności pochodnych cząstkowych
{\displaystyle \nabla \cdot ({\dot {\boldsymbol {q}}},{\dot {\boldsymbol {p}}})=\sum _{i}\left({\frac {\partial ^{2}H}{\partial q_{i}\partial p_{i}}}-{\frac {\partial ^{2}H}{\partial p_{i}\partial q_{i}}}\right)=0.}
Jak widać, także
{\displaystyle \nabla H\cdot \not \nabla H=\sum _{i}\left({\frac {\partial H}{\partial q_{i}}}{\frac {\partial H}{\partial p_{i}}}-{\frac {\partial H}{\partial p_{i}}}{\frac {\partial H}{\partial q_{i}}}\right)=0.}
jeśli zapiszemy równania Hamiltona symbolicznie w sposób skrócony:
{\displaystyle ({\dot {\boldsymbol {q}}},{\dot {\boldsymbol {p}}})=\not \nabla H,}
{\displaystyle {\dot {x}}={\frac {\partial H}{\partial p}}=p.}
Różniczkując drugie równanie po czasie i wstawiając do niego pierwsze, otrzymujemy równanie Newtona:
{\displaystyle {\ddot {x}}=-x.}
Rozwiązaniem specjalnym tego równania jest funkcja
{\displaystyle x(t)=\mathrm {e} ^{\lambda t},}
przy czym {\displaystyle \lambda ^{2}=-1} lub równoważnie {\displaystyle \lambda =\pm \mathrm {i} .}
Rozwiązanie musi być funkcją rzeczywistą – stąd {\displaystyle x(t)} w ogólnym przypadku ma postać:
{\displaystyle x(t)=x(0)\cos t+C\sin t.}
Na podstawie pierwszego równania widać, że całkując powyższe równanie, otrzymamy pęd:
{\displaystyle p(t)=\int _{0}^{t}x(t)\mathrm {d} t=-x(0)\sin t+C\cos t=-x(0)\sin t+p(0)\cos t.}
Z powyższych rozwiązań otrzymamy
{\displaystyle p(t)^{2}+x(t)^{2}=x(0)^{2}+p(0)^{2}=const.}
Wynik ten przedstawia równanie parametryczne okręgu. Oznacza to, że punktu {\displaystyle [x(t),p(t)]} porusza się w przestrzeni fazowej po okręgu z częstością równą częstości oscylatora.
Jeśli rozważymy zbiór wielu punktów o różnych warunkach początkowych {\displaystyle x(0),p(0)} odpowiadający cieczy składającej się z cząstek wypełniających przestrzeń fazową z pewną gęstością początkowa i skoncentrujemy na jednym z nich, to ponieważ wszystkie punkty poruszają z taką sama częstością kołowa, to gęstość cieczy pozostanie stała mino jej ruchu. Oznacza to, że ciecz jest nieściśliwą.
W przypadku oscylatora harmonicznego własność ta oznacza, że tzw. funkcja Wignera (która wyraża gęstość pędu i położenia stanu kwantowego) jedynie się obraca, zachowując w czasie ten sam kształt.